# Termocucina
La termocucina è un generatore di calore a combustibile solido con scambiatore ad acqua incorporato, per il riscaldamento domestico e per la cottura dei cibi in alternativa o semplicemente affiancato agli impianti tradizionali (gasolio, GPL, metano), con il vantaggio di offrire risparmio economico e tutela ambientale.
Con la semplice immissione di legna da ardere, il sistema contribuisce al riscaldamento della casa e al contempo permette la cottura dei cibi attraverso le piastre riscaldate dalla fiamma prodotta. 